# Bryum alandense
Bryum alandense är en bladmossart som beskrevs av Bomansson 1900. Bryum alandense ingår i släktet bryummossor, och familjen Bryaceae. Inga underarter finns listade i Catalogue of Life.